# Liste der Biografien/Wue
Liste der Biografien |
Portal Biografien |
Personensuche
# |
A |
B |
C |
D |
E |
F |
G |
H |
I |
J |
K |
L |
M |
N |
O |
P |
Q |
R |
S |
T |
U |
V |
W |
X |
Y |
Z |
?
 
Wa |
Wc |
Wd |
We |
Wh |
Wi |
Wj |
Wl |
Wn |
Wo |
Wr |
Ws |
Wt |
Wu |
Ww |
Wy |
Wz
 
Wua |
Wub |
Wuc |
Wud |
Wue |
Wuf |
Wug |
Wuh |
Wui |
Wuj |
Wuk |
Wul |
Wum |
Wun |
Wuo |
Wup |
Wur |
Wus |
Wut |
Wuw |
Wuy |
Wuz
Die Liste der Biografien führt alle Personen auf, die in der deutschsprachigen Wikipedia einen Artikel haben. Dieses ist eine Teilliste mit 23 Einträgen von Personen, deren Namen mit den Buchstaben „Wue“ beginnt.

## Wue

### Wuel
- Wuellner, Robert (1885–1966), Schweizer Schauspieler, Regisseur und Filmproduzent

### Wuen
- Wuensch, Daniela (* 1960), deutsche Physikerin und Wissenschaftshistorikerin
- Wuensch, Gerhard (1925–2007), österreichisch-kanadischer Komponist, Musikwissenschaftler und Pianist

### Wuer
- Wu’er Kaixi (* 1968), chinesischer Studentenanführer und Dissident
- Wuerffel, Danny (* 1974), US-amerikanischer American-Football-Spieler
- Wuerl, Donald (* 1940), US-amerikanischer Geistlicher und emeritierter römisch-katholischer Erzbischof von Washington
- Wuermeling, Bernhard (1821–1868), deutscher Jurist und Parlamentarier
- Wuermeling, Bernhard (1854–1937), deutscher Beamter und Politiker (Zentrum)
- Wuermeling, Franz-Josef (1900–1986), deutscher Politiker (CDU), MdL, MdB
- Wuermeling, Georg (1930–1989), deutscher Politiker (CDU) und Landrat
- Wuermeling, Hans-Bernhard (1927–2019), deutscher Rechtsmediziner und Experte für bioethische Fragen
- Wuermeling, Henric L. (* 1941), deutscher Journalist und Buchautor
- Wuermeling, Joachim (* 1960), deutscher Jurist, Banker und Politiker (CSU), MdEP
- Wüerst, Franz (1854–1915), deutscher Bauingenieur, Geheimer Oberbaurat und Vortragender Rat im Reichsmarineamt
- Wüerst, Richard (1824–1881), deutscher Musikpädagoge und Komponist
- Wuerz, Timo (* 1973), deutscher Comiczeichner

### Wues
- Wuessing, Fritz (1888–1980), deutscher Historiker, Pädagoge und Schulreformer
- Wüest, Friedrich (1843–1902), Schweizer Politiker
- Wüest, Heinrich (1741–1821), Schweizer Zeichner, Grafiker und Landschaftsmaler der Vorromantik
- Wuest, Susanne (* 1979), österreichische SchauspielerinSusanne Wuest (* 1979)

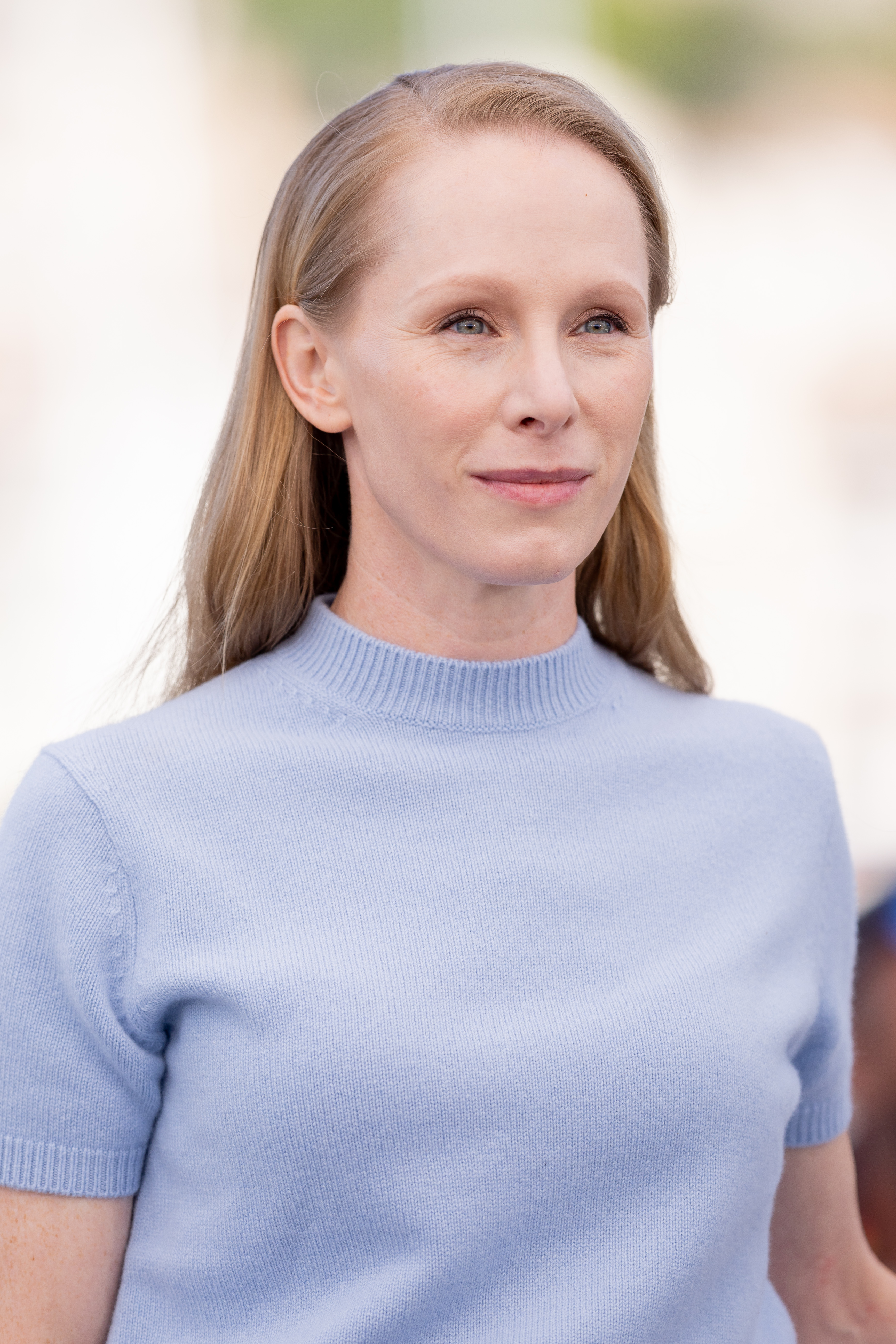
Susanne Wuest (* 1979)

- Wuesthoff, Bill, US-amerikanischer Autorennfahrer
- Wuesthoff, Franz (1896–1992), deutscher Chemiker und Rechtsanwalt
- Wuesthoff, Freda (1896–1956), deutsche Physikerin, Patentanwaltin und Pazifistin